# Cesare Facchinetti
Pour les articles homonymes, voir Facchinetti.
Cesare Facchinetti (né le 17 septembre 1608 à Bologne, en Émilie-Romagne, Italie, alors dans les États pontificaux),et mort le 13 janvier 1683 à Rome) est un cardinal italien du XVIIe siècle.
Il est un arrière-petit-neveu du pape Innocent IX et le neveu du cardinal Giovanni Antonio Facchinetti de Nuce, iuniore (1591).

## Biographie
Cesare Facchinetti exerce diverses fonctions dans plusieurs congrégations de la Curie romaine. Il est nommé nonce extraordinaire et nonce ordinaire en Espagne en 1639. La même année, il est nommé archevêque titulaire de Damiette (de) et en 1643 il est transféré au diocèse de Senigallia.
Il est créé cardinal par le pape Urbain VIII lors du consistoire du 13 juillet 1643.
Le cardinal Facchinetti est transféré à Spolète en 1650. Il est nommé vice-doyen du Collège des cardinaux en 1679 et doyen en 1680. En 1679-1693 il est secrétaire de la Congrégation de l'Inquisition.
Le cardinal Facchinetti participe au conclave de 1644, lors duquel Innocent XI est élu pape, et aux conclaves de 1655 (élection d'Alexandre VII), de 1667 (élection de Clément IX), de 1669-1670 (élection de Clément X) et de 1676 (élection d'Innocent XI).

## Succession apostolique
Cesare Facchinetti a ordonné les évêques suivants :
- Évêque Giacomo Accarisi (1644)
- Évêque Natale Caridei (1654)
- Évêque Pier Maria Bichi (it), O.S.B. (1658)
- Cardinal Angelo Maria Ranuzzi (1668)
- Archevêque Leonardo Balsarini (en) (1668)
- Cardinal Stefano Agostini (1671)
- Évêque Costanzo Zani (en), O.S.B. (1672)
- Évêque Benedetto Bartolo (en) (1672)
- Évêque Augusto Bellincini (1675)
- Évêque Francesco Antonio Boscaroli (it), O.F.M.Conv. (1675)